# Bistum Lectoure
Das Bistum Lectoure (lat.: Dioecesis Lectorensis) war eine in Frankreich gelegene römisch-katholische Diözese mit Sitz in Lectoure. 

## Geschichte

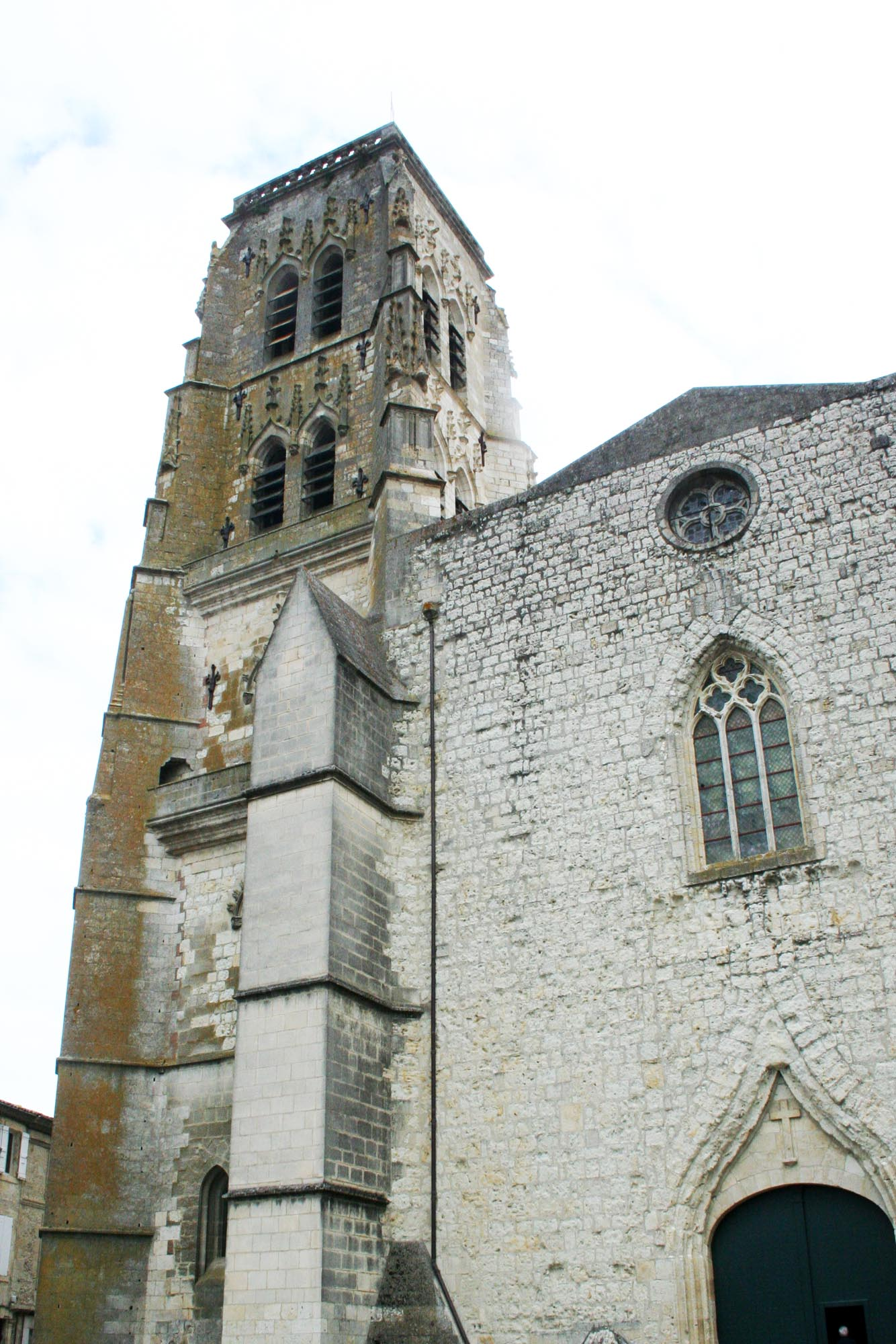
Kathedrale Saint-Gervais-et-Saint-Protais in Lectoure

Das Bistum Lectoure wurde im 4. Jahrhundert errichtet. Es wurde dem Erzbistum Eauze als Suffraganbistum unterstellt. Erster Bischof war Heuterus. Mitte des 9. Jahrhunderts wurde das Bistum Lectoure dem Erzbistum Auch als Suffragansitz unterstellt.
Am 29. November 1801 wurde das Bistum Lectoure infolge des Konkordates von 1801 durch Papst Pius VII. mit der Päpstlichen Bulle Qui Christi Domini aufgelöst und das Territorium wurde unter dem Erzbistum Toulouse und dem Bistum Agen aufgeteilt.
Im Jahre 1745 umfasste das Bistum Lectoure 72 Pfarreien.